# Christophe Lamarche-Ledoux
Christophe Lamarche-Ledoux est un compositeur et musicien québécois.

## Biographie
Christophe Lamarche-Ledoux est d'origine Sherbrookoise et réside à Montréal.  
Formé au CEGEP de Sherbrooke en musique Jazz ( 2001-2004 ) et ensuite en Intermedia Cyber Arts à l'Université Concordia, il pratique le piano, le saxophone, les synthétiseurs et l'enregistrement digital de manière très peu orthodoxe.  Durant ses premières années à Montréal ( 2005-2010 ) Il fonde de nombreux groupes et apprend la sonorisation de façon autodidacte.  
En 2013, Christophe Lamarche-Ledoux assiste Jimmy Hunt et Emmanuel Ethier dans la création et la réalisation de l'album Maladie d'amour. L'album a gagné les Félix de l'album alternatif de l'année et du choix de la critique à l'Autre Gala de l'ADISQ en 2014 ainsi que le Juno dans la catégorie Album francophone de l'année en 2015.
Christophe Lamarche-Ledoux est aussi compositeur au sein du duo Organ Mood depuis 2010 avec l'artiste visuel Mathieu Jacques. Le duo produit trois albums : Grands Projets en 2010, et Comme si nous étions déjà libres en 2015 et Indivisible en 2019. Le duo tourne notamment avec la formation We Are Wolves en 2010 et en 2011. Entre 2012 et 2017 Le duo effectue diverses tournées qui l'amènera à se produire notamment au Musée d'art contemporain de Montréal, à Mutek Montréal, au Métropolis, au festival VIVA! ART, au OFFTA, à la Fundação de Serralves à Porto au Portugal, au Danforth Music Hall à Toronto, à L’Imperial Bell de Québec, au Festival de Musique Émergente de Rouyn-Noranda ainsi qu'au festival Mutek Mexico. Organ Mood est aussi co-auteur avec Rémi Nadeau-Aubin de la bande sonore du long-métrage Tu dors Nicole du réalisateur Stéphane Lafleur. La bande sonore vaudra au duo le Jutra dans la catégorie "Meilleure musique originale" en 2015,.   
Au courant des années suivant le prix Jutra, Christophe s'intéresse d'avantage à la dramaturgie de la musique et compose pour de nombreux films et pièces de théâtres.  Il collabore notamment avec le compositeur Mathieu Charbonneau, qui intègre la formation Organ Mood.  Ensemble ils composeront la musique de Chien Blanc de Anaïs Barbeau-Lavalette, Viking de Stéphane Lafleur et Lac-Mégantic : Ceci n'est pas un accident de Philippe Falardeau.
En 2017, il fonde avec Stéphane Lafleur un nouveau groupe de musique ambiante, feu doux.
En 2018, en collaboration avec Ariane M., il fonde le groupe de musique électronique Lesser Evil, qui sort son premier EP sur l'étiquette Montréalaise Cult Nation.
Au courant de l'année 2021, une nouvelle amitié et collaboration voit le jour avec Warren C. Spicer.  Cela donnera pour fruit le premier LP de Unessential Oils.
En 2021, en collaboration avec Création Dans La Chambre, il entame l'écriture d'un opéra qui sera présenté à L'Espace Libre en 2026.

## Trames sonores
- 2014: Tu dors Nicole[16], long métrage de Stéphane Lafleur.
- 2016: Terre de Rose[17], long métrage de Zaynê Akyol.
- 2016: Mutants[18], court métrage d'Alexandre d'Ostie.
- 2017: Tesla Lumière Mondiale[19], court métrage de Mathew Rankin.
- 2019: Cherche femme forte[20], court métrage de Marilyn Cook.
- 2019: The 20th Century[21], long métrage de Matthew Rankin.
- 2020: Les grandes claques[22], court métrage d'Annie St-Pierre.
- 2020: Archipel[23], long métrage de Félix Dufour-Laperrière.
- 2020: St-Narcisse[24], long métrage de Bruce Labruce.
- 2020: Like a House on Fire, long métrage de Jesse Klein.
- 2022: Chien Blanc[25], long métrage de Anaïs Barbeau Lavalette.
- 2022: Viking[26], long métrage de Stéphane Lafleur.
- 2023: Lac-Mégantic: Ceci n'est pas un accident, série télé documentaire de Philippe Falardeau
- 2024: Une langue universelle, long métrage de Matthew Rankin
- 2025: J'ai perdu de vue le paysage, long métrage documentaire de Sophie Bédard-Marcotte
- 2025: Le Plein Potentiel, long métrage documentaire de Annie St-Pierre.
- 2025: Amour Apocalypse, long métrage de Anne Émond

## Récompenses
- 2009 : Ingénieur de mixage, Sport de Combat, album de Numéro, Prix Félix, meilleur album électronique de l’année[27];
- 2010 : Assistant réalisateur, Invisible Violence, album de We are Wolves, Prix Lucien, Album Électro Rock de l’année;
- 2015 : Compositeur de la trame sonore, Mutants, film d'Alexandre Dostie, Prix du meilleur court métrage canadien au Festival international du film de Toronto[28];
- 2016 : Compositeur de la trame sonore, Gulîstan, terre de roses, film de Zaynê Akyol, Prix du meilleur espoir Québec/Canada aux Rencontres internationales du documentaire de Montréal, Prix de la sélection Doc Alliance, Prix du meilleur long métrage aux cinquièmes Canadian Screen Awards;
- 2016 : Ingénieur de mixage, compositeur, arrangeur et claviériste, Rencontrer Looloo, album de Chocolat,  Prix Félix, meilleur album rock de l’année;
- 2016 : Compositeur, Tesla Lumière Mondiale, court métrage de Matthiew Rankin, Mention du jury au Festival du Nouveau Cinéma de Montréal ;
- 2020 : Compositeur, Indivisible, LP de Organ Mood, nomination meilleur album instrumental de l'année au gala de l'ADISQ[29].
- 2022 : Compositeur, Archipel, prix Iris pour la trame sonore du film d'animation de Félix Dufour-Laperrière[30]

## Discographie
- 2005 - Lollypop on sunday School LP de Sexyboy
- 2010 - Grands Projets LP de Organ Mood
- 2010 - Man Machine EP
- 2011 - x1000 LP de Rock Forest
- 2012 - Consciemment Inconsciemment EP de Organ Mood
- 2013 - Maladie D'amour LP - Jimmy Hunt
- 2014 - Tu dors Nicole - bande sonore du film
- 2015 - Comme si nous étions déjà libres LP de Organ Mood
- 2016 - Rencontrer Looloo LP de Chocolat
- 2017 - feu doux LP de feu doux
- 2018 - Lesser Evil EP de Lesser Evil
- 2018 - Jazz Engagé LP de Chocolat
- 2019 - Le Vingtième Siècle - bande sonore du film
- 2019 - indivisible LP de Organ Mood
- 2019 - Quatre Climats Habitables EP de feu doux
- 2022 - Subterranean LP de Lesser Evil
- 2022 - Viking - bande sonore du film

## Mixage - Albums
- 2009 - Sport de Combat[31] de Numéro#
- 2010 - Grands Projets de Organ Mood
- 2014 - Ej Feel Zoo de Radio Radio
- 2015 - Comme si nous étions déjà libres de Organ Mood
- 2016 - Coco de Mauves
- 2016 - Rencontrer Looloo[32] de Chocolat
- 2017 - Sciences Nouvelles [33]de Duchess Says
- 2018 - Testament[34] de Anatole
- 2019 - Princess of the Dead[35] de Sophia Bel
- 2019 - Indivisible de Organ Mood
- 2020 - Concorde de Le Couleur
- 2021 - Pantomime de Radiant Baby
- 2022 - Nouvelle Vague de Jalouse

## Théâtre conception sonore et composition
- 2014 - Un Animal (mort)[36] de la compagnie "Création dans la Chambre" mise en scène de Félix-Antoine Boutin.
- 2016 - Petit guide pour disparaître doucement [37]de la compagnie "Création dans la Chambre" mise en scène de Félix-Antoine Boutin.
- 2019 - Fanny et Alexandre[38] pour le théâtre Denise Pelletier mise en scène Félix-Antoine Boutin et Sophie Cadieux.
- 2019 - Les Larmes Amères de Petra Von Kant[39] mise en scène de Félix-Antoine Boutin.
- 2020 - Le Poids des Fourmis[40] de la compagnie BLUFF mise en scène de Philippe Cyr.
- 2020 - Histoire populaire et Sensationnelle[41] de la compagnie "Création dans la Chambre" mise en scène de Félix-Antoine Boutin.
- 2022 - Atteintes à sa vie[42] de la compagnie l'Homme Allumette mise en scène de Philippe Cyr.
- 2022 - Le Magasin[43] de la compagnie l'Homme Allumette écriture et mise en scène de Odile Gamache
- 2023 - Sur l'apparition des os dans le corps[44] compagnie "Création dans la Chambre" mise en scène de Félix-Antoine Boutin.